# Hemingby
Hemingby är en ort och civil parish i Storbritannien.   Den ligger i grevskapet Lincolnshire och riksdelen England, i den sydöstra delen av landet, 190 km norr om huvudstaden London. Hemingby ligger 49 meter över havet och antalet invånare är 247.
Terrängen runt Hemingby är platt. Runt Hemingby är det ganska tätbefolkat, med 75 invånare per kvadratkilometer. Närmaste större samhälle är Horncastle, 5,4 km söder om Hemingby. Trakten runt Hemingby består till största delen av jordbruksmark.